# 南都焼討
南都焼討（なんとやきうち）は、治承4年12月28日（1181年1月15日）に平清盛の命を受けた平重衡ら平氏軍が、東大寺・興福寺など奈良（南都）の仏教寺院を焼討にした事件。平氏政権に反抗的な態度を取り続けるこれらの寺社勢力に属する大衆（だいしゅ）の討伐を目的としており、治承・寿永の乱と呼ばれる一連の戦役の1つである。

## 背景
平治の乱の後、大和国が自身の知行国になった際、清盛は南都寺院が保持していた旧来の特権を無視し、大和全域において検断を行った。これに対して南都寺院側は強く反発した。特に聖武天皇の発願によって建立され、以後鎮護国家体制の象徴的存在として歴代天皇の崇敬を受けてきた東大寺と、藤原氏の氏寺であった興福寺は、それぞれ皇室と摂関家の権威を背景とし、また大衆と呼ばれる僧侶集団が元来自衛を目的として結成していた僧兵と呼ばれる武装組織の兵力を恃みとして、これに反抗していた。だが、治承3年（1179年）11月に発生した治承三年の政変で、皇室と摂関家の象徴ともいえる治天の君後白河法皇と関白松殿基房が清盛の命令によって揃って処罰を受けると、彼らの間にも危機感が広がり、治承4年（1180年）5月26日の以仁王の挙兵を契機に園城寺や諸国の源氏とも連携して反平氏活動に動き始めた。
以仁王の挙兵が鎮圧された後の6月、平氏は乱に関わった園城寺に対して朝廷法会への参加の禁止、僧綱の罷免、寺領没収などの処分を行ったが、興福寺はこの時の別当玄縁が平氏に近い立場をとっており、寺内部に平氏との和睦路線をとる勢力が現れた事により、園城寺ほど厳しい処分はされなかった。平氏と興福寺の緊張関係は、平氏の福原行幸後に一定程度緩和されていたが、この年の末に近江攻防で園城寺・興福寺の大衆が近江源氏らの蜂起に加勢し、それによって平氏は12月11日に平重衡が園城寺を攻撃して焼き払うと、いよいよ矛先は興福寺へと向くことになる。

## 経過
『平家物語』巻第五によれば、平清盛はまず妹尾兼康に兵500を付けて南都に派遣した。清盛は兼康に対して出来るだけ平和的な方法での解決を指示して軽武装で送り出した。だが、南都の大衆は兼康勢60余人を捕らえて斬首し、猿沢池の端に並べるという挙に出て兼康は命からがら帰京し、清盛を激怒させた。
『平家物語』では、この事件によって南都への攻撃がなされたとするが、『玉葉』や『山槐記』など同時代の他の史料には見られず、事実であるかは不明であり、清盛が部下を派遣したとしても、それは大和国の武士を動員するための役人であった可能性も考えられている。一方、『玉葉』『山槐記』によれば、園城寺が焼亡した直後の12月11日ごろから、南都の大衆が末寺や荘園の武士らを動員して上洛するという噂や、それに乗じて延暦寺の大衆が六波羅を襲撃するなどの噂が流れており、16日には南都を出発した大衆らが京都に向かっているというデマによって官軍が出動する騒ぎが起こっている。
こうした状況の中、「悪徒を捕り搦め、房舎を焼き払ひ、一宗を魔滅す」べく南都への出兵の準備が進められ、12月25日に平清盛は息子の重衡を総大将、甥の平通盛らを副将とし、『平家物語』によれば4万、『山槐記』では数千とされる兵を南都に向かわせた。これに対して南都大衆の側も南都の入り口にあたる般若坂と奈良坂に「城郭」と呼ばれる堀を築き、『平家物語』によれば7千、『玉葉』では推定約6万とされる兵をもって防備を固めた。平重衡らの軍は京を出発後、悪天候のため宇治に留まったのち27日に木津に達し、そこで兵を2手に分けて重衡隊は木津方面、通盛隊は奈良坂より侵攻したが、同じ27日に重衡らとは別に河内方面から侵入し、当時興福寺の末寺だった當麻寺に攻め込んだ平氏の別動隊を撃退した南都側は、重衡らの本隊に対しても木津川沿岸や奈良坂・般若坂などで抵抗を続けたため、全体的に平氏軍が有利ながらも決着が付かなかった。翌28日になると平氏の軍勢は木津・奈良阪・般若坂の各防衛線を突破して南都に入り、大衆との間で激戦が展開された。しかし依然として決着はつかず、夕方に入ると平氏軍は奈良坂と般若坂を占拠したまま本陣を般若坂沿いの般若寺内に移した。『平家物語』によると、その夜、重衡が陣中にて灯りを求めたところ、配下が周囲の民家に火を放った。それが折からの強風に煽られて大火災を招いたとする。しかし上述の通り、僧坊等を焼き払うのは当初からの計画であり、『延慶本平家物語』でも「寺中に打ち入りて、敵の龍りたる堂舎・坊中に火をかけて、是を焼く」と計画的な放火であった事を示唆していることから、放火自体は合戦の際の基本的な戦術として行われたものと思われるが、興福寺・大仏殿までも焼き払うような大規模な延焼は重衡たちの予想を上回るものであったと考えられる。

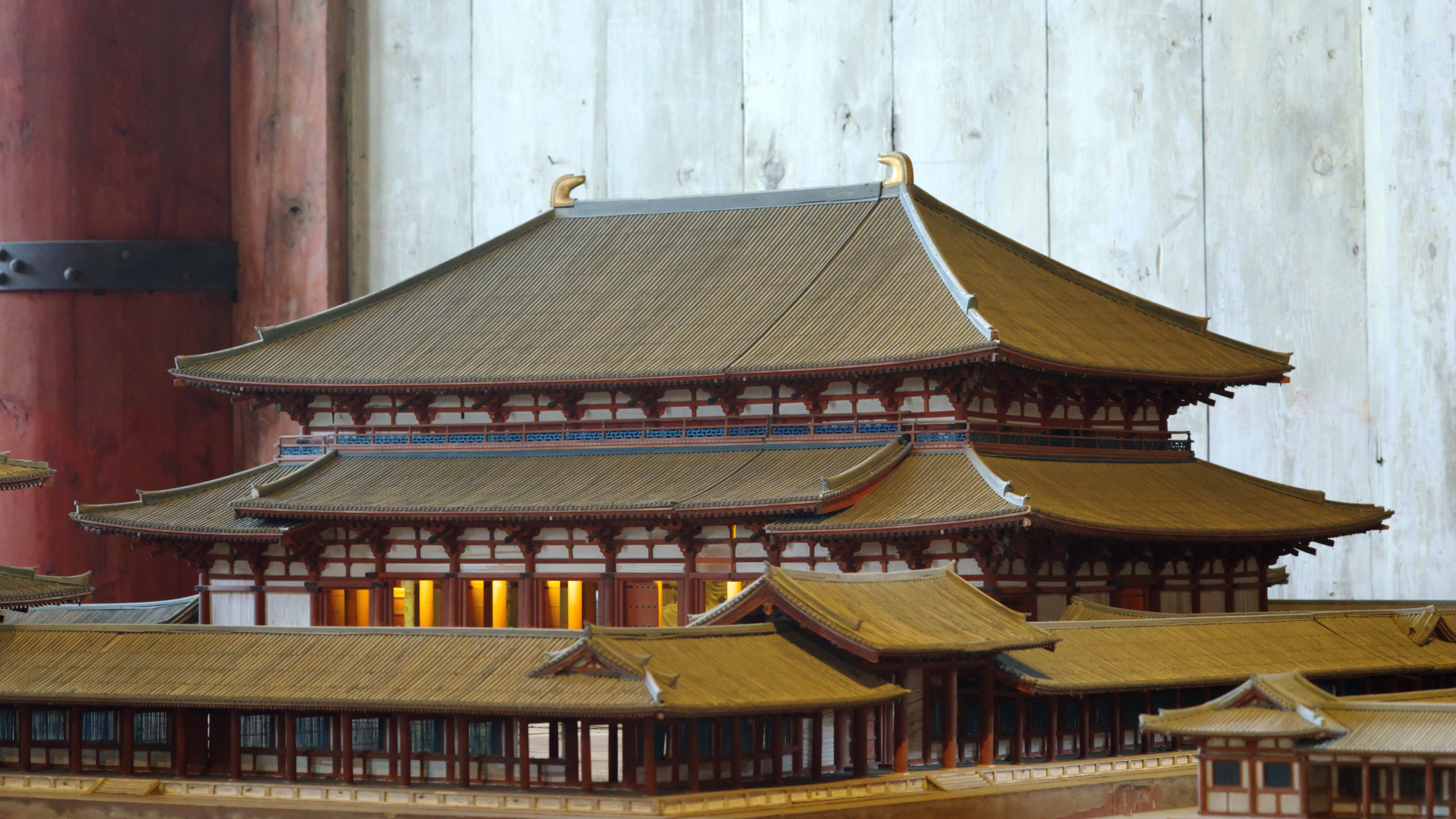
焼失した東大寺の創建時大仏殿復元模型（大仏殿内所在）

この火災によって罹災した範囲は北は般若寺から南は新薬師寺付近、東は東大寺・興福寺の東端から西は佐保辺りに及び、現在の奈良市主要部の大半にあたる地域を巻き込んだ広範囲なものであった。その中で特に被害の大きかった興福寺・東大寺のうち、東大寺では金堂（大仏殿）・中門・回廊・講堂・東塔・東南院・尊勝院・戒壇院・八幡宮など寺の中枢となる主要建築物の殆どを失い、焼け残ったのは中心からやや離れた高台にある鐘楼・法華堂・二月堂や寺域西端の西大門・転害門および正倉院などごく一部であった。また建物だけでなく、多くの仏像・仏具・経典などがこの兵火によって灰燼に帰した。東大寺の本尊であり、国家鎮護の要であった大仏も甚だしく焼損し、頭部と手は焼け落ちてそれぞれ仏身の前後に転がっていたという。東大寺は奈良時代の創建以来、延喜17年（917年）の講堂および僧坊の焼失、承平4年（934年）の落雷による西塔の焼失などの災害に見舞われたことはあったものの、大仏殿をはじめ寺の中枢部を一挙に失うほどの火災は初めてのことであった。
また興福寺でも五重塔と二基の三重塔の他、中金堂・東金堂・西金堂・講堂・北円堂・南円堂・食堂・僧坊や大乗院・一乗院を始めとする子院など、寺の主要建築物のほとんどにあたる38の施設を焼いたと言われている。興福寺においても多くの仏像が焼失した。中でも南円堂の本尊不空羂索観音像は、この当時藤原氏の主流であり、摂関家も属していた藤原北家の祖である藤原房前の室牟漏女王の追善のため、夫妻の子真楯が天平18年（746年）に講堂の本尊として造立した像であるとも、またはその子内麻呂が造立した像であるとも伝えられ、その後、北家興隆の礎を築いた藤原冬嗣が弘仁4年（813年）に南円堂を創建した時にその本尊とされるなど北家に縁の深い像であり、また不空羂索観音が藤原氏の氏神である春日明神の本地仏とされていたことから、北家の繁栄を守護する像として、主に北家に属する藤原氏一門の信仰を集め、過去の火災にも救出されてきた像であったが、この像も今回の兵火によって焼失した。この火災で被害を免れたのはわずかに禅定院のみであり、焼け残った仏像が後にここに仮安置された。興福寺は平安時代に入ってから何度か大きな火災に見舞われたが、寺域のほとんどが一挙に焼失するほどの火災は、永承元年(1046年)12月24日、寺の西郊から出火した火が、同じく師走風に煽られて北円堂・正倉以外の建物が全焼して以来であった。
東大寺・興福寺を焼いた火は猿沢池を越えて興福寺の南に隣接していた元興寺との境界付近にまで達し、元興寺の子院である玉華院を焼いたが、その南にある極楽房や金堂などの主要部分にまで被害が及ぶことはなく、興福寺の東に隣接する春日社は春日西塔と東塔は焼失したものの主要部は火災から免れ、その南の新薬師寺とその周辺の民家も無事であった。その他の被害としては、東大寺・興福寺の西に位置する佐保辺りにあり、摂関家を初めとする藤原氏一門の宿泊施設であり、大和国における藤原氏関連の事務を行う出先機関でもあった佐保殿や率川社などが焼失した。また東大寺・興福寺の西郊にあった西里と呼ばれる集落も被害は免れなかったと思われるが、その被害状況については不明である。
この兵火の犠牲者について『平家物語』では大仏殿を始めとする東大寺・興福寺の建物に避難した多数の僧侶や地元住民などが火炎に巻き込まれ、合計3千5百余人が焼死したとしているが、修学のため南都に滞在中にこの焼き討ちに遭遇して関東に帰還した印景という僧侶の報告を記録した『吾妻鏡』によれば大仏殿に火が及んだ時、動揺のあまり炎の中に飛び込み焼死した者3人、心ならずも焼死した者は東大寺・興福寺両寺の間で百余人であったという。
この兵火による惨状を『平家物語』では「天竺・震旦にもこれほどの法滅あるべしとも覚えず」と語り、この知らせを受けた右大臣九条兼実は日記『玉葉』に「凡そ言語の及ぶ所にあらず。筆端の記すべきにあらず。余是の事を聞き、心身屠るがごとし。(略)当時(現在)の悲哀、父母を喪うより甚し」と悲嘆の言葉を綴っている。生き残った大衆は春日山に逃げ込み、平重衡は討ち取った30余りの首級を現地で梟首して29日に帰京したが、この時持ち帰られた南都大衆の首級49余りは南都の焼亡を知った朝廷の動揺により、謀叛人として獄門にかけられる事なくことごとく溝や堀にうち捨てられたという。

## 戦後
年が明けて治承5年(1181年)になると清盛は直ちに東大寺や興福寺の荘園・所領を悉く没収して別当・僧綱らを更迭、これらの寺院の再建を認めない方針を示し、再び南都に兵を派遣してこれを実行させるとともに逃亡した大衆の掃討を行わせた。ところが、その後間もない正月14日に親平氏政権派の高倉上皇が崩御、続いて閏2月4日（1181年3月20日）には清盛自身も謎の高熱を発して死去し、人々はこれを南都焼討の仏罰と噂した。また、東国の源頼朝の動きも不穏との情報が入ってきたために、父清盛に代わって政権を継承した平宗盛は、3月1日に東大寺・興福寺への処分を全て撤回した。
これにより両寺の再建へ向けた動きが具体化し、3月18日には南都の被害状況を把握するための実検使として、興福寺へは関白および藤原氏の氏長者（藤氏長者）である藤原基通の家司藤原光雅と勧学院別当藤原兼光が、東大寺へは後白河法皇の院司蔵人である藤原行隆が派遣された。南都に赴いた行隆は重源という僧侶と出会い、東大寺再建の必要性を説かれる。帰京した行隆の報告を受けた法皇は重源を召して再建実務の総責任者である大勧進職に任命、直ちに東大寺の再建に取り掛かることになった。
東大寺の再建はまず大仏の修復から始められた。その費用の調達にあたっては、奈良時代に大仏が造られた時の行基の先例に倣うとして、重源自ら畿内各地を勧進して回り、貴賤を問わず多くの人々からの喜捨を受けた。そして来日していた宋人陳和卿らの技術協力によって文治元年(1185年)6月に大仏の修復が完了し、同年8月に行われた開眼供養会では後白河法皇が自ら大仏の開眼を行った。続いて大仏殿の再建が始まったが、戦乱による諸国の疲弊や用材の伐採予定地の地頭の妨害などによって再建は難航した。建久3年（1192年）3月に後白河法皇が崩御した後は東大寺復興に強い関心を抱く源頼朝が再建支援の中心となり、鎌倉幕府による協力のもと完成した大仏殿は建久6年(1195年)3月に後鳥羽天皇や源頼朝も臨席して落慶供養が行われた。東大寺の復興事業はその後正治元年（1199年）には南大門が再建され、建永元年（1206年）に重源が没した後も安貞元年（1227年）に東塔、嘉禎3年（1237年）には講堂が再建されるなど、半世紀以上にわたって続けられた。   
一方、興福寺も実検使の派遣直後から復興に向けた体制が整えられ、過去の再建の例にならって朝廷・藤原氏(氏長者・藤原氏有志)・興福寺の分担による再建が決定し、罹災の約半年後、治承5年6月に再建工事が開始された。その間、文治2年(1186年)9月、当時逃走中だった源義経を捕縛するため、京都に駐在していた鎌倉の御家人比企朝宗が兵を率いて再建工事中の興福寺に乗り込み、義経を匿った僧らの住坊を襲撃した事件や、翌文治3年(1187年)3月、東金堂に所属する大衆が当時仁和寺の末寺であった飛鳥の山田寺に乱入し、講堂本尊の薬師三尊像を強奪して東金堂の本尊とした事件、さらにその翌年、文治4年(1188年)3月には再建中の南円堂が大風により倒壊するなどの事故はあったものの、建久5年（1194年）には主要な建物やそこに安置される仏像の多くが完成した。その後は興福寺再建の主導者で関白・氏長者であった九条兼実の失脚(建久七年の政変)など、政局の変動の影響もあってか復興は一時停滞したものの、元久3年（1206年）ごろに五重塔、承元4年（1210年）には北円堂が、そして建暦2年（1212年）頃にはその本尊弥勒如来像以下、北円堂に安置する諸仏が完成し、火災から30年以上を経て興福寺の復興事業は一段落した。
興福寺ではその後もなお子院や付属的な建築物の再建が続けられたが、全体の完成を見ないまま建治3年(1277年)の火災によって再び中金堂や講堂・僧坊などを失った。この時期以後の興福寺の再建事業はそれまで復興の中心であった摂関家の政治的影響力の低下や朝廷の財政難もあって興福寺自身の手による再建が中心となり、そのために一国平均役として大和国内全体における人夫の徴発や棟別銭の徴収、それに従わない者を処罰するための検断権が朝廷や鎌倉幕府から認められるようになった。興福寺はこれらの権限を根拠として、大衆や組織化されて国民と呼ばれた在地武士らによる実力行使を通じて大和国内における支配を強め、鎌倉時代を通じて正式な守護が置かれなかった大和国の実質的な守護ともいうべき地位を確立することになる。
また、奈良の町の大半も焼失したと推定されるが、東大寺や興福寺の再建と共に新たな町が形成され、興福寺の門前には鎌倉時代初期には既に南大門・新薬師・東御門・北御門・穴口・西御門・不開門の7郷が成立し、後に「南都七郷」と称された。東大寺の西側にも水門・押上・中御門・今小路・手掻・北御門・今在家の7郷が形成され、室町時代には「東大寺七郷」と称された。興福寺門前には南北朝時代までに新たに一乗院郷、大乗院郷、元興寺郷などが形成され、これらの郷が中世都市・奈良の基盤となっていく。室町時代には周辺の農村部も加えた「奈良」の範囲が確定され、北は奈良坂・般若寺、東は丹坂・白毫寺、南は能登・岩井川、西は西坂・符坂を境界としていたと考えられている。